# Ischnocnema spanios
Ischnocnema spanios es una especie de anfibio anuro de la familia Brachycephalidae.

## Distribución geográfica
Esta especie es endémica del estado de São Paulo en Brasil. Habita a 800 m de altitud en Boracéia en el municipio de Salesópolis.

## Descripción
El macho mide 14.7 mm y el hembra 21.4 mm.

## Publicación original
- Heyer, 1985 : New species of frogs from Boraceia, Sao Paulo, Brazil. Proceedings of the Biological Society of Washington, vol. 98, n.º 3, p. 657-671[5]